# Buongiorno (album Gigi D'Alessio)
Buongiorno è il diciannovesimo album in studio del cantautore italiano Gigi D'Alessio, pubblicato il 4 settembre 2020.

## Descrizione
Il disco contiene 15 rivisitazioni di brani di D'Alessio stesso con vari artisti e l'inedito Vint' anne fa, realizzato in collaborazione con il rapper Lele Blade. In occasione della pubblicazione dell'album, D'Alessio ha così raccontato:

## Tracce
1. Buongiorno (feat. Vale Lambo, MV Killa, LDA, CoCo, Franco Ricciardi, Lele Blade, Enzo Dong, Clementino, Geolier, Samurai Jay) – 3:45
2. Comme si femmena (feat. Geolier) – 3:26
3. Fotomodelle un po' povere (feat. Samurai Jay) – 3:43
4. Vint' anne fa (feat. Lele Blade) – 3:17
5. Annarè (feat. J-Ax) – 3:58
6. Sotto le lenzuola (feat. Lele Blade) – 3:04
7. Chiove (feat. Rocco Hunt) – 3:18
8. Comme si fragile (feat. Geolier) – 3:47
9. Di notte (feat. LDA) – 3:48
10. A riva 'e mare (feat. Franco Ricciardi) – 2:37
11. Guagliuncè (feat. Enzo Dong) – 3:56
12. San Valentino (feat. Vale Lambo) – 3:57
13. Mezz'ora fa (feat. CoCo) – 4:20
14. Mon amour (feat. Boomdabash) – 3:04
15. Cumpagna mia (feat. MV Killa) – 3:14
16. Como suena el corazon (feat. Clementino) – 2:57

CD bonus nella Special Edition 2021
1. Assaje – 3:06
2. Na canzona nova (feat. Geolier) – 4:08
3. Tu si coccos' e cchiu' – 3:24
4. 'O posto d'Annarè (feat. Lele Blade) – 3:25
5. Meza bucia (feat. CoCo) – 3:51
6. Puorteme ca mano – 3:57
7. 30 canzone (feat. Bl4ir) – 3:47
8. Anna se sposa (feat. Ivan Granatino) – 3:52
9. Sconfitta d'amore (feat. Hal Quartièr) – 3:40
10. Guagliune (feat. Enzo Dong, Ivan Granatino, Lele Blade, Samurai Jay) – 2:58
11. Addo 'stive annascuse – 3:39
12. Cient'anne (feat. Mario Merola) – 4:23

## Formazione
Musicisti
- Gigi D'Alessio – voce
- Vale Lambo – voce aggiuntiva (tracce 1 e 12)
- MV Killa – voce aggiuntiva (tracce 1 e 15)
- LDA – voce aggiuntiva (tracce 1 e 9)
- CoCo – voce aggiuntiva (tracce 1 e 13)
- Franco Ricciardi – voce aggiuntiva (tracce 1 e 10)
- Lele Blade – voce aggiuntiva (tracce 1, 4 e 6)
- Enzo Dong – voce aggiuntiva (tracce 1 e 11)
- Clementino – voce aggiuntiva (tracce 1 e 16)
- Geolier – voce aggiuntiva (tracce 1, 2 e 8)
- Samurai Jay – voce aggiuntiva (tracce 1 e 3)
- J-Ax – voce aggiuntiva (traccia 5)
- Rocco Hunt – voce aggiuntiva (traccia 7)
- Boomdabash – voce aggiuntiva (traccia 14)

Produzione
- Max D'Ambra – produzione
- Roberto Rosu – missaggio
- Chris Gehringer – mastering

## Classifiche

### Classifiche settimanali
| Classifica (2020) | Posizione massima |
| ----------------- | ----------------- |
| Italia            | 1                 |
| Svizzera          | 74                |

### Classifiche di fine anno
| Classifica (2020) | Posizione |
| ----------------- | --------- |
| Italia            | 89        |